# Eurovision France, c’est vous qui décidez! 2021
Unter dem Titel Eurovision France, c’est vous qui décidez! (dt.: Eurovision Frankreich – Sie entscheiden!) fand am 30. Januar 2021 um 21:05 Uhr (MEZ) in Saint-Denis der französische Vorentscheid für den Eurovision Song Contest 2021 in Rotterdam (Niederlande) statt.

## Format

### Konzept
Nachdem der französische Interpret für den Eurovision Song Contest 2020, Tom Leeb, eine erneute Teilnahme 2021 ausschloss, kündigte die öffentlich-rechtliche Fernsehanstalt France Télévisions (France TV) am 21. Juni 2020 einen Vorentscheid an, in dem der Interpret und der Beitrag für den Eurovision Song Contest 2021 ausgewählt werden sollen. Anders als beim letzten französischen Vorentscheidungsverfahren, Destination Eurovision, übernahm die hauseigene Produktionsfirma, France.tv Studio, selbst die Produktion des Vorentscheides. Die Sendung wurde sowohl auf France 2 als auch auf TV5 Monde ausgestrahlt.
Am 21. November 2020 gab France Télévisions bekannt, dass insgesamt 12 Teilnehmer an der Sendung teilnehmen. Die Sendung setzte sich aus drei Phasen zusammen. In der ersten Runde präsentierten alle zwölf Interpreten ihre Lieder. Sieben dieser Interpreten qualifizierten sich über das Zuschauervoting direkt für die finale Runde. Eine Jury vergab anschließend eine Wildcard (L’Euro Ticket) an einen der fünf verbliebenen Interpreten. Im Finale traten somit acht Interpreten gegeneinander an. Der Sieger wurde zu 50 % über das Televoting und zu 50 % von einer zehnköpfigen Jury entschieden. Die Jury bestand dabei aus folgenden fünf französischen Juroren und fünf internationalen Juroren.
- / – Amir (Jurypräsident)
- / – Marie Myriam
- – Jean Paul Gaultier
- – Natasha Saint-Pier
- – Duncan Laurence
- – Chimène Badi
- – André Manoukian
- – Élodie Gossuin
- – Agustín Galiana
- – Michèle Bernier

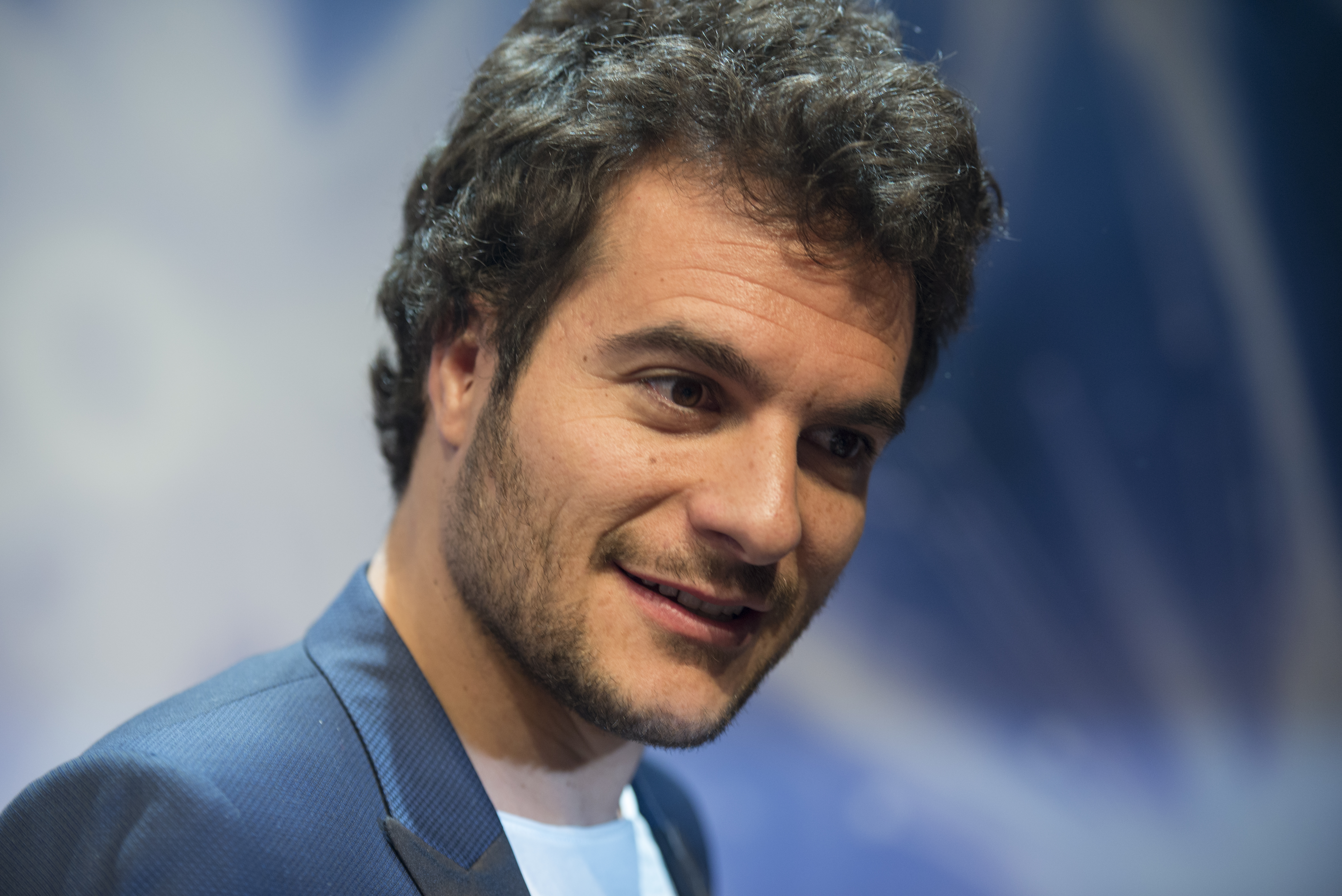
Amir
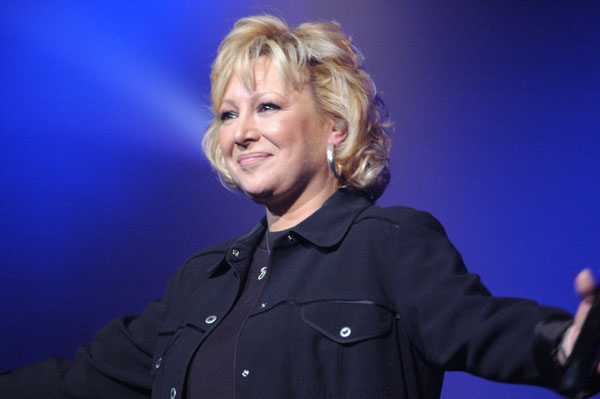
Marie Myriam
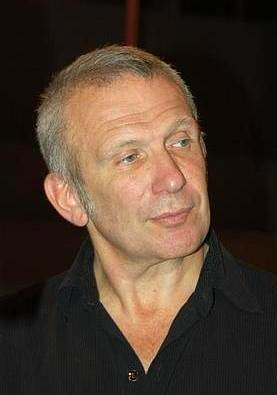
Jean Paul Gaultier
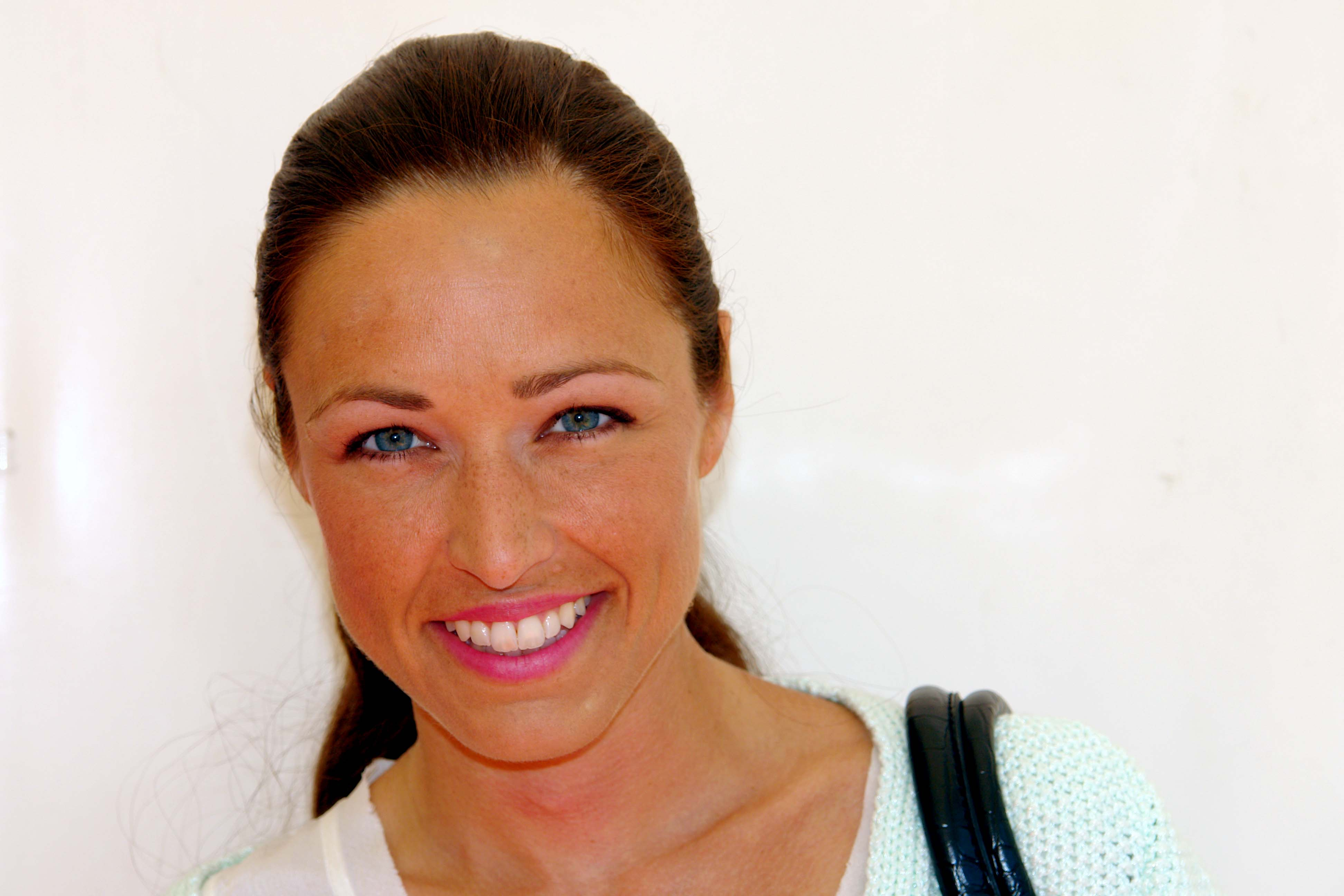
Natasha Saint-Pier
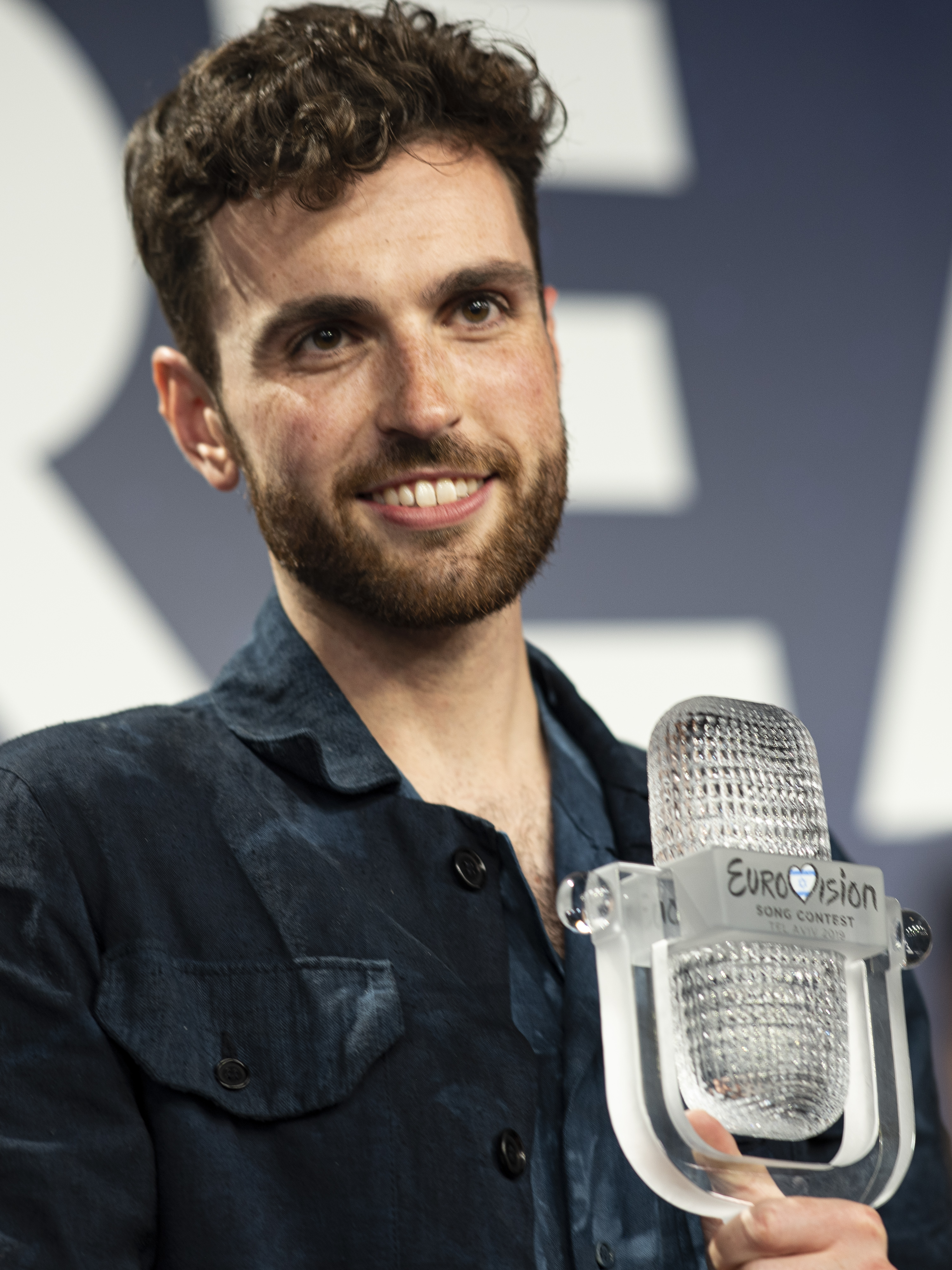
Duncan Laurance
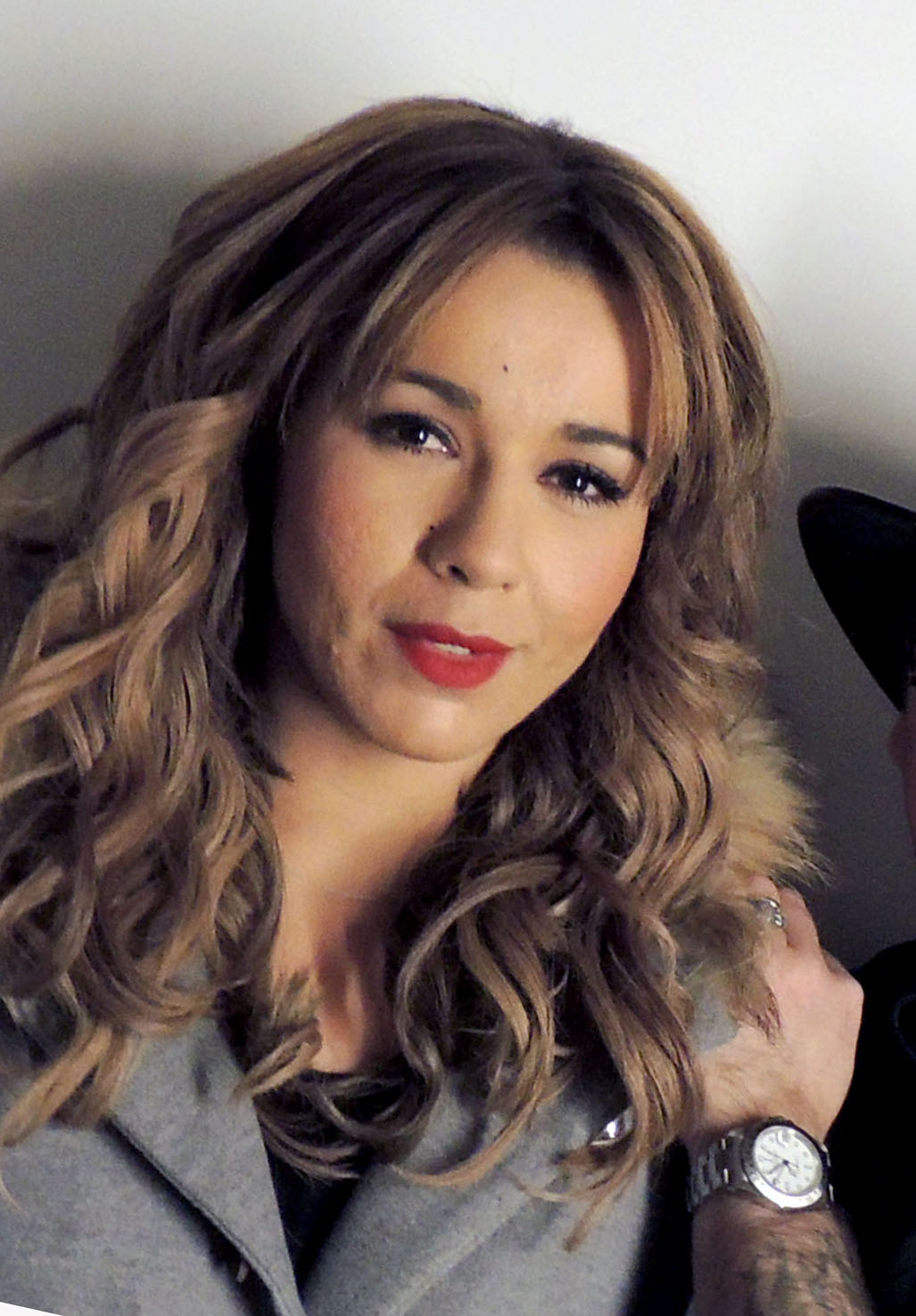
Chimène Badi
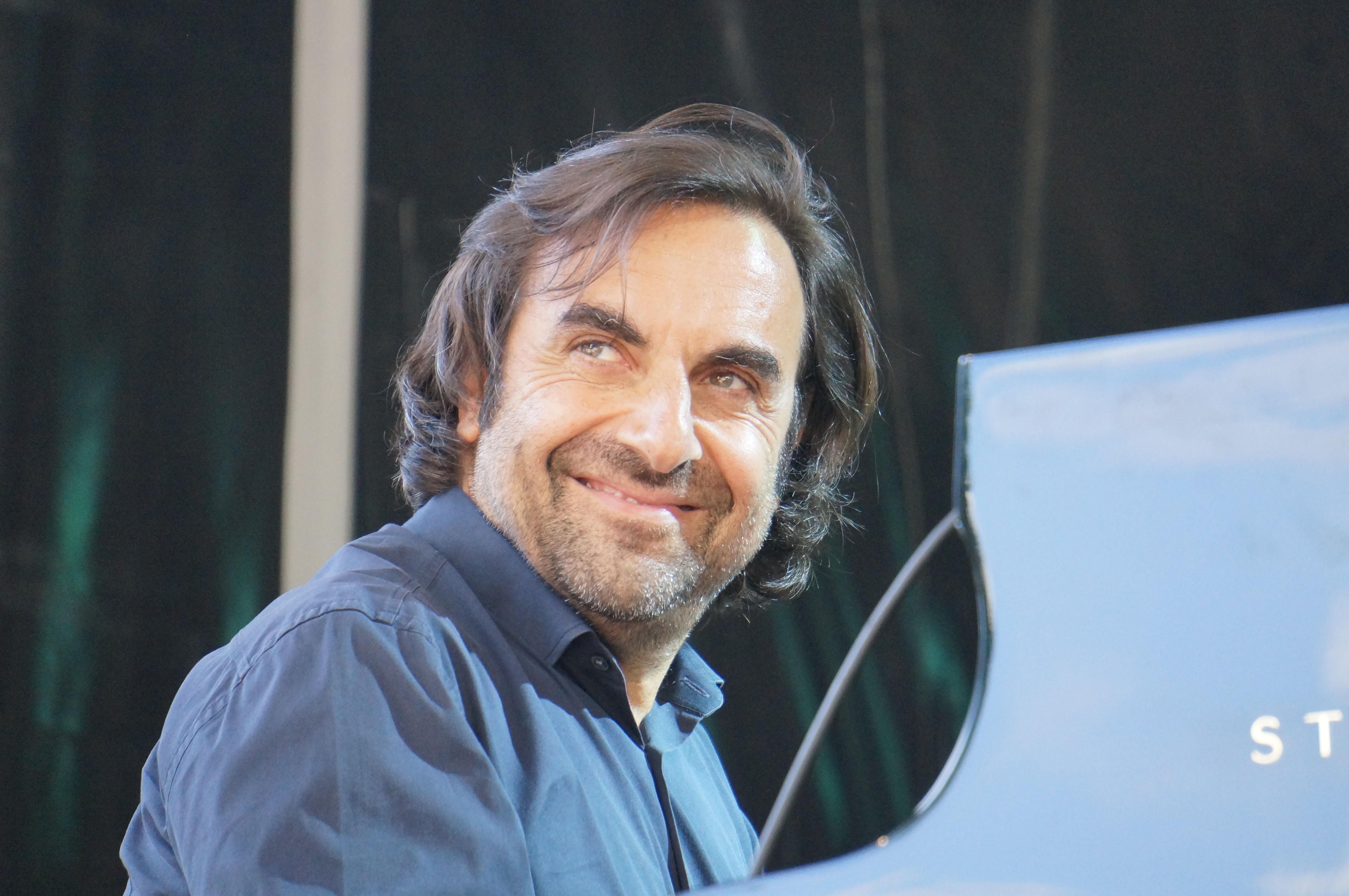
André Manoukian
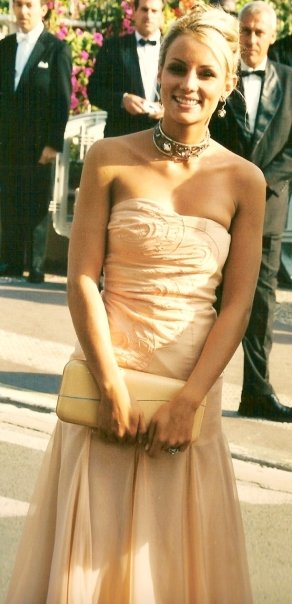
Elodie Gossuin
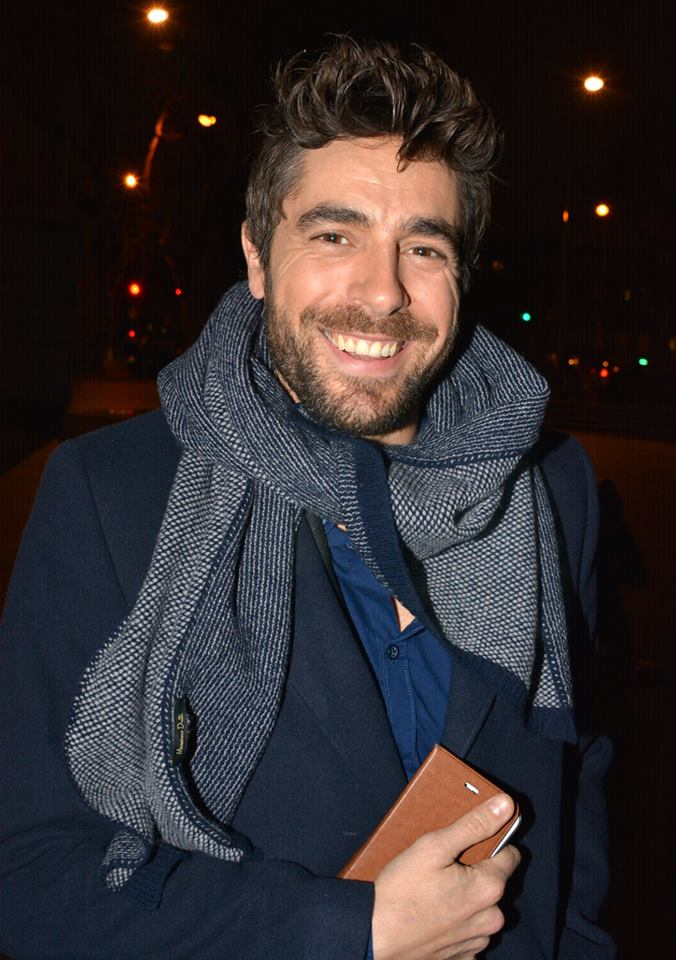
Agustín Galiana
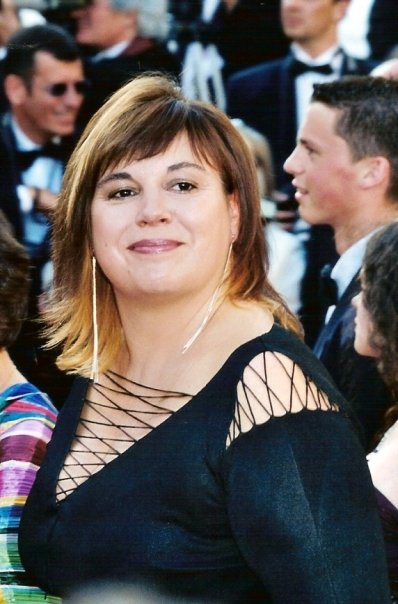
Michèle Bernier

### Moderation
Stéphane Bern, der in den vergangenen Jahren bereits als Kommentator für das französische Fernsehen im Finale des Eurovision Song Contests fungierte, moderierte die Sendung zusammen mit Laurence Boccolini als Co-Moderatorin.

## Finale
| Platz | Startnr. | Interpret        | Lied Musik (M) und Text (T)                                   | Sprache                   | Übersetzung (inoffiziell)            | Punkte             | Punkte             | Punkte             |
| Platz | Startnr. | Interpret        | Lied Musik (M) und Text (T)                                   | Sprache                   | Übersetzung (inoffiziell)            | Juryvoting         | Televoting         | Gesamt             |
| ----- | -------- | ---------------- | ------------------------------------------------------------- | ------------------------- | ------------------------------------ | ------------------ | ------------------ | ------------------ |
| 1.    | 07       | Barbara Pravi    | Voilà M/T: Barbara Pravi, Igit, Lili Poe                      | Französisch               | –                                    | 104                | 100                | 204                |
| 2.    | 02       | Juliette Moraine | Pourvu qu’on m’aime M/T: Juliette Moraine, Rémi Portat        | Französisch               | Ich hoffe, ich werde geliebt         | 076                | 060                | 136                |
| 3.    | 08       | Pony X           | Amour fou M/T: Spoolman, SquirL, Clarence                     | Französisch, Englisch     | Verrückte Liebe                      | 074                | 050                | 124                |
| 4.    | 09       | Casanova         | Tutti M/T: Yoann Casanova, Théo Grasset, Jérôme Brulant       | Französisch, Korsisch     | Alle                                 | 022                | 080                | 102                |
| 5.    | 03       | Céphaz           | On a mangé le soleil M/T: Antoine Essertier, Elise Rieslinger | Französisch               | Wir haben die Sonne gegessen         | 052                | 030                | 082                |
| 6.    | 04       | Amui             | Maeva M/T: Ken Carlter, Serena F. Carlter, Edwiga Taerea      | Französisch, Tahitianisch | Willkommen                           | 008                | 070                | 078                |
| 7.    | 10       | LMK              | Magique M/T: Eve-Line Lamarca, High P                         | Französisch, Englisch     | Magisch                              | 066                | 010                | 076                |
| 8.    | 12       | 21 Juin Le Duo   | Peux-tu me dire? M/T: Julien Guillemin, Manon Mainon          | Französisch               | Kannst du mir sagen?                 | 018                | 020                | 038                |
| –     | 01       | Andriamad        | Alléluia M/T: Andriamad                                       | Französisch, Englisch     | Hallelujah                           | nicht qualifiziert | nicht qualifiziert | nicht qualifiziert |
| –     | 05       | Philippine       | Bah non M/T: Philippine Zadéo, Caméléon                       | Französisch               | Aber nein                            | nicht qualifiziert | nicht qualifiziert | nicht qualifiziert |
| –     | 06       | Terence James    | Je t’emmènerai danser M/T: Terence James, Ben Mazué           | Französisch               | Ich werde dich zum Tanzen auffordern | nicht qualifiziert | nicht qualifiziert | nicht qualifiziert |
| –     | 11       | Ali              | Paris me dit M/T: Hyphen Hyphen                               | Französisch               | Paris sagt mir                       | nicht qualifiziert | nicht qualifiziert | nicht qualifiziert |

### Detailliertes Juryvoting
| Interpret        | Marie Myriam | Jean-Paul Gaultier | Élodie Gossuin | Duncan Laurence | Chimène Badi | Michèle Bernier | André Manoukian | Natasha St-Pier | Agustín Galiana | Amir | Gesamt |
| ---------------- | ------------ | ------------------ | -------------- | --------------- | ------------ | --------------- | --------------- | --------------- | --------------- | ---- | ------ |
| Barbara Pravi    | 2            | 10                 | 12             | 10              | 12           | 10              | 12              | 12              | 12              | 12   | 104    |
| Juliette Moraine | 6            | 6                  | 8              | 8               | 8            | 12              | 6               | 10              | 6               | 6    | 76     |
| Pony X           | 12           | 12                 | 10             | 2               | 10           | 4               | 2               | 8               | 4               | 10   | 74     |
| LMK              | 10           | 2                  | –              | 12              | 6            | 8               | 10              | 4               | 10              | 4    | 66     |
| Céphaz           | 8            | 8                  | 6              | 4               | 2            | –               | 8               | 6               | 2               | 8    | 52     |
| Casanova         | 4            | –                  | 2              | 6               | –            | –               | –               | –               | 8               | 2    | 22     |
| 21 Juin, le Duo  | –            | 4                  | 4              | –               | 4            | 6               | –               | –               | –               | —    | 18     |
| Amui             | –            | –                  | –              | –               | –            | 2               | 4               | 2               | –               | –    | 08     |